# Christian Felix Weisse
Christian Felix Weisse (født 28. januar 1726 i Annaberg, død 16. december 1804 i Leipzig) var en tysk digter.
Han studerede filologi og teologi i Leipzig, hvor han lærte Gottsched og Lessing at kende og blev påvirket af tidens litterære retninger, sluttede venskab med digtere som Gellert og Rabener og med den berømte skuespiller Ekhof. Med Gottsched kom han derimod i strid. Han blev hovmester hos grev von Geyersberg, rejste 1759 til Paris og levede senere som embedsmand under skattevæsenet i Leipzig.
Han forsøgte sig som dramatiker med Die Matrone von Ephesus. I Beitrag zum deutschen Theater (5 bind, 1759—68), Trauerspiele 5 bind, 1776—80) og Lustspiele (1783) viste han både som bearbejder — bland andet af Shakespeares Romeo og Julie — og original forfatter en meget usikker og ugraciøs Smag. Heldigere var han med satiriske og epigrammatiske digte, samlede i Scherzhafte Lieder (1758).
I Amazonenlieder (1760) giver han udtryk for tidens stemninger ved Syvårskrigens begyndelse. Han blev en produktiv lyrisk digter i rokokostil (Kleine lyrische Gedichte, 3 bind 1772), forfatter for ungdommen i "Der Kinderfreund" (24 bind, 1776—82) og udgav desuden skuespil for børn som Die Ueberraschung og Das junge Modenfrauenzimmer. Hans syngespilsange blev populære — for eksempel Ohne Lieb, und ohne Wein og Schön sind Rosen und Jasmin.
Af hans børneviser kendes endnu Morgen, morgen, nur nicht heute. Af hans Komische Opern (3 bind, 1767—71) må særlig fremhæves Lottschen am Hofe og Der Teufel ist los. Senere fulgte Die Jubelhochzeit og dramaet Armut und Tugend. Han bearbejdede Richardstoffet i en tragedie (udgivet på ny af Daniel Jacoby og August Sauer, 1904). Efter Weisses død udgav E. Weisse og G. Frisch hans autobiografi, som i en ny udgave ved H.C. Iphofen (1826) indeholder en bibliografi over Weisse-Litteraturen.